# Мунданеум
50° 27′ 27.67″ N 3° 57′ 19.62″ E / 50.4576861° С; 3.9554500° И
Мунданеум је била институција чије циљ био прикупљање читавог светског знања и калсификовање истог помоћу Универзалне децималне класификације. Основали су је на почетку 20 века белгијски адвокати Пол Отле и Анри Лафонтен. Мунданеум се сматра прекретницом у прикупљању и управљању подацима и у неку руку претходницом Интернет.
У 21. веку Мунданеум је белгијска невладина организација која води изложбе, веб-сајт и архиву које славе заоставштину оригиналног Мунданеума.